# Chile nos Jogos Olímpicos de Inverno de 1994
O Chile competiu nos Jogos Olímpicos de Inverno de 1994 em Lillehammer, Noruega.

## Resultados por Evento

### Esqui alpino nos Jogos Olímpicos de Inverno de 1994
- Nils Linneberg
  - Downhill masculino: 1:49.80 - 42º lugar
  - Super-G masculino: Não terminou
  - Combinado masculino: Desclassificado
- Diego Margozzini
  - Downhill masculino: 1:55.32 - 49º lugar
  - Combinado masculino: 3:42.39 - 32º lugar
- Alexis Racloz
  - Super-G masculino: 1:41.12 - 47º lugar
  - Combinado masculino: Não terminou a primeira prova